# 1995–1996-os magyar női labdarúgó-bajnokság (első osztály)
A magyar női labdarúgó-bajnokság első osztályában 1995–96-ban 10 csapat küzdött a bajnoki címért. A bajnoki címet Femina szerezte meg.
A címvédő a László Kórház csapata volt.

## Végeredmény
| #   | Csapat                  | M  | GY | D | V  | G+ – G– | GK   | P  | Megjegyzések |
| --- | ----------------------- | -- | -- | - | -- | ------- | ---- | -- | ------------ |
| 1.  | Meldetechnik-Femina     | 18 | 16 | 0 | 2  | 66–17   | +49  | 48 | Bajnok       |
| 2.  | Renova Spartacus        | 18 | 13 | 1 | 4  | 82–27   | +55  | 40 |              |
| 3.  | László KórházCV         | 18 | 12 | 2 | 4  | 86–17   | +69  | 38 |              |
| 4.  | Íris-Hungaro-Kábel      | 18 | 12 | 2 | 4  | 53–21   | +32  | 38 |              |
| 5.  | Pécsi Fortuna-BAT       | 18 | 11 | 1 | 6  | 58–19   | +39  | 34 |              |
| 6.  | Szegedi Boszorkányok    | 18 | 9  | 2 | 7  | 57–38   | +19  | 29 |              |
| 7.  | Dunaújvárosi Pentele FC | 18 | 5  | 0 | 13 | 21–54   | −33  | 15 |              |
| 8.  | FC Eger                 | 18 | 4  | 2 | 12 | 34–43   | −9   | 14 |              |
| 9.  | Fehér Bölény SC         | 18 | 3  | 0 | 15 | 12–69   | −57  | 9  | NB II        |
| 10. | Dáma FC Győr            | 18 | 0  | 0 | 18 | 3–171   | −168 | -3 | NB II        |

A bajnok Femina játékosai
Hosszú Erika, Kiss Mária, kapusok – Berecz Virág, Bökk Katalin, Császár Noémi, Dsubák Edit, Farkas Mónika, Fodor Tímea, Kis Zita, Efroszina Kovacseva, Lévay Andrea, Mészáros Gizella, Molnár Adrienn, Molnár Mariann, Nagy Anett, Nagy Mariann, Oláh Eszter, Rácz Adrienn.

## A góllövőlista élmezőnye
| Gól                                                                                    | Név                     | Csapat               |
| -------------------------------------------------------------------------------------- | ----------------------- | -------------------- |
| 27                                                                                     | Ruff Szilvia            | László Kórház        |
| 24                                                                                     | Bajkó Rita              | László Kórház        |
| 22                                                                                     | Főfai Tímea             | Renova               |
| 19                                                                                     | Tóth Beatrix            | Renova               |
| 19                                                                                     | Erdei Barbara           | Pécsi Fortuna FC     |
| 14                                                                                     | Borbélyné Maróti Andrea | Szegedi Boszorkányok |
| 13                                                                                     | Arnold Anita            | Pécsi Fortuna FC     |
| 12                                                                                     | Gál Rozália             | FC Eger              |
| 11                                                                                     | Pádár Anita             | László Kórház        |
| 11                                                                                     | Pribéli Judit           | László Kórház        |
| 11                                                                                     | Laviniau Vidicán        | Szegedi Boszorkányok |
| 10                                                                                     | Ferenczi N.             | Íris-Hungaro-Kábel   |
| 10                                                                                     | Haviár Magdolna         | Íris-Hungaro-Kábel   |
| 10                                                                                     | Doina Rus               | Szegedi Boszorkányok |
| Forrás: Magyar sportévkönyv 1997, Aréna 2000 Kiadó, Budapest, 1997. ISBN 963-838-418-2 |                         |                      |